# ال کالگو د مکزیکو

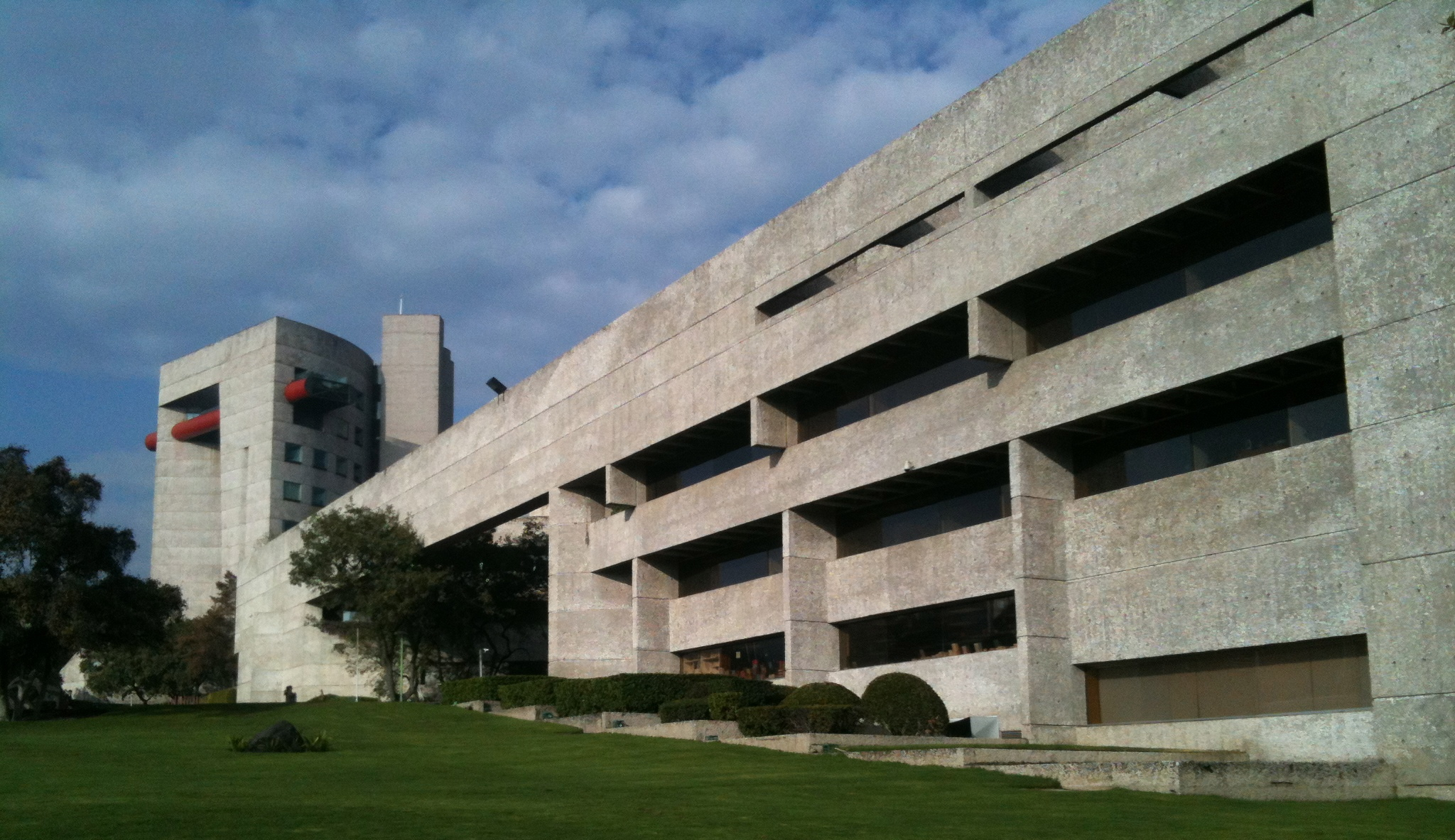
نمایی از ساختمان موسسهٔ ال کالگو د مکزیکو - زمستان ۲۰۱۲

کالگو د مکزیکو (به اسپانیایی: El Colegio de México) مؤسسه تحصیلات تکمیلی مکزیکی است که تخصصش در زمینه تدریس و تحقیق در علوم اجتماعی و علوم انسانی است.